# Лапин, Иван Васильевич
Иван Васильевич Лапин (1914—1979) — капитан Рабоче-крестьянской Красной Армии, участник Великой Отечественной войны, Герой Советского Союза (1943).

## Биография
Иван Лапин родился 20 февраля 1914 года в селе Чемское Гутовской волости на юге Томского уезда (Томская губерния). Окончил Пятигорский машиностроительный техникум. В 1935 году Лапин был призван на службу в Рабоче-крестьянскую Красную Армию. В 1938 году Лапин окончил Одесское пехотное училище. С 1941 года — на фронтах Великой Отечественной войны.
К сентябрю 1943 года старший лейтенант Иван Лапин командовал батальоном 569-го стрелкового полка 161-й стрелковой дивизии 40-й армии Воронежского фронта. Отличился во время битвы за Днепр. 23 сентября 1943 года батальон Лапина успешно переправился через Днепр в районе села Зарубинцы Каневского района Черкасской области Украинской ССР, захватил и удерживал плацдарм на его западном берегу. В одном из боёв Лапин получил ранение, но продолжал сражаться.
Указом Президиума Верховного Совета СССР от 23 октября 1943 года старший лейтенант Иван Лапин был удостоен высокого звания Героя Советского Союза с вручением ордена Ленина и медали «Золотая Звезда». Был также награждён орденом Красного Знамени и рядом медалей.
В 1944 году в звании капитана Лапин был уволен в запас по ранению. Проживал в Тогучине, работал начальником сбыта Тогучинского деревообрабатывающего комбината. Скончался 5 ноября 1979 года. Похоронен на Центральном кладбище Тогучина.

## Память
В честь Лапина названа одна из тогучинских улиц.